# Kentavr-LK
Az 58503, korábban 58181-es típus, kódnevén Kentavr-LK (ukránul: Кентавр-ЛК) az Ukrán Haditengerészet rohamnaszád-típusa, amely partközeli tengeri és folyami bevetésre, valamint deszant partra juttatására alkalmas. A hajót a mikolajivi Hajógyártási Kísérleti Tervezőközpont fejlesztette ki és a kijevi Kuznya na Ribalszkomu hajógyár gyártja. Az első egységek építése 2016-ban kezdődött el. Az első két egységet 2018. szeptember 14-én bocsátották vízre.

## Története
Szerhij Volodimirovics Krivko főkonstruktőr irányításával tervezték a mikolajivi hajógyártási tervezőirodában. A cél egy olyan hajó kifejlesztése volt, amely az orosz aszimmetrikus hadviselésből adódó fenyegetésre válaszul biztosítja a tengerpartok védelmét. A hajó a Hjurza-M (Projekt 58155) ágyús gyorsnaszád módosított, továbbfejlesztett változata, amelyet alkalmassá tettek deszant szállítására is.
Az eredeti tervek szerint az első három hajó építését 2016 áprilisában kezdték volna el. Végül először csak két hajót rendelt meg az Ukrán Védelmi Minisztérium a Kuznya na Ribalszkomu hajógyártól. Ezek építését 2016. december 28-án kezdték el. Az első egység, az L451 Malin nevű hajó vízre bocsátására 2018. szeptember 14-én került sor Kijevben, a második egységet, az L450 Sztanyiszlav nevű hajót szeptember 20-án bocsátották vízre. A hajók november 19-én érkeztek meg Odesszába. További hat egység építését tervezik 2019–2020-ig.
Az L450 Sztanyiszlav a Kígyó-szigeti csatában május 7-én orosz rakétatalálatot kapott és elsüllyedt.